# Ле Казе ди Шано (Фиренца)
Ле Казе ди Шано је насеље у Италији у округу Фиренца, региону Тоскана.
Према процени из 2011. у насељу је живело 160 становника. Насеље се налази на надморској висини од 133 м.